# José Francés y Sánchez-Heredero
José Francés y Sánchez-Heredero, aussi connu sous le nom de plume de Silvio Lago, est un journaliste, romancier et critique d'art espagnol. Né à Madrid le 22 juillet 1883, il y est décédé le 10 septembre 1964.

## Situation personnelle

### Origines
Il est le fils d'Ernesto María José Francés y Álvarez de la Perera, né le 15 septembre 1850 à Valladolid, fonctionnaire du gouvernement (commissaire de police) et de Teodora Sánchez Heredero González Posada.

### Vie familiale
José Francés s'est marié deux fois, une première fois entre 1910 et le 16 décembre 1920 avec Rosario Fernandez-Morales y Acosta, née le 1 février 1884 à Grenade. Après la mort de sa première épouse en 1950, il se maria une deuxième fois avec Aurea Serra Adria, mieux connue sous son nom d'artiste ca:Àurea de Sarrà, née le 27 février 1889 à Barcelone et morte le 29 décembre 1974 à Arenys d'Empordà. Avant la guerre il s'était déjà divorcé de Rosario Fernandez-Morales y Acosta qui avait un problème de folie et qui devait être internée après 1925. Or, le nouvel régime a annulé ce divorce.  En 1922 déjà, il a adopté le fils d'Aurea, Alberto Emilio Jacobo Francés Serra, né le 12 juin 1922 à Wiesbaden et mort le 14 septembre 2012 à Madrid.

### Études et formation
Il commence l'éducation primaire à Madrid et la continue à Grenade. Il entre ensuite dans un lycée à Madrid (Instituto Cardenal Cisnero). Il continue ultérieurement son éducation à León, Ciudad Real et Oviedo afin d'obtenir le grade en 1900 pour entrer à l'Université. Dans cette dernière ville il commence des études de droit qu'il abandonne afin de se dédier à sa vocation littérarie.

## Carrière professionnelle

### Employé de la Poste
Sur conseil d'un ami, l'artiste se présente à un concours pour entrer comme employé à la Poste et il passe le 15 janvier 1904 avec succès le 3e examen et réussi ainsi le concours d'entrée. Il prend sa retraite de son travail à la Poste en 1953.

### Critique d'art
Dans le domaine de la critique de l'art il collabore fréquemment aux revues Nuevo Mundo, Blanco y Negro et La Esfera. Vue ses nombreuses contributions dans cette dernière publication il signait ses articles à la fois sous son vrai nom de José Francés et sous un nom de plume, c'est-à-dire Silvio Lago, pour ne pas répéter son nom véritable trop de fois.    Le nom de Silvio Lago provient d'un roman d'Emilia Pardo Bazán s'intitulant La Chimera. Dans ce roman Silvio Lago est un jeune artiste galicien qui n'arrive pas a réaliser ses aspirations artistiques.

## Œuvres

### Courts récits[16]
- (es) José Francés y Heredero, « El primer artículo », Vida Galante,‎ 25 septembre 1902, p. 10 (ISSN 1889-8831, lire en ligne)

- (es) José Francés, « Jueves Santo », Vida Galante,‎ 21 avril 1905, p. 6 (ISSN 1889-8831, lire en ligne)
- (es) José Francés, « En sus propias redes », Vida Galante,‎ 3 novembre 1905 1905, p. 4 (ISSN 1889-8831, lire en ligne)

- (es) José Francés, « ¡El Heraldo, el Heraldooo!... », Vida Galante,‎ 29 septembre 1905, p. 6-7 (ISSN 1889-8831, lire en ligne)

- (es) José Francés, « El destino », Vida Galante,‎ 22 décembre 1905, p. 4-5 (ISSN 1889-8831, lire en ligne)

### Article de revue
- (es) Silvio Lago, « Artistas contemporáneos Gonzalo Bilbao », La Esfera, no 32,‎ 8 août 1914, p. 6-9 (ISSN 1577-0389, lire en ligne)

### Théâtre
- (es) José Francés, Cuando las hojas caen... : Comedia, Madrid, Sociedad de autores españoles, 1909, 28 p. (lire en ligne).

### Recueil de nouvelles
- (es) José Francés, El muerto, novelas, Madrid, Editorial Mundo Latino, 1920, 273 p. (lire en ligne)